# Nomada obliquella
Nomada obliquella är en biart som beskrevs av Fowler 1902. Nomada obliquella ingår i släktet gökbin, och familjen långtungebin. Inga underarter finns listade i Catalogue of Life.